# Бекасниця звичайна
Бекасниця звичайна (Rhagio scolopaceus) — вид мух з родини Rhagionidae. Це типовий вид роду Rhagio. Зареєстрований у Європі, Азії, Північній Америці.

## Морфологічна характеристика
Вид досягає довжини тіла від 8 до 14 міліметрів. Тонкі і довгоногі мухи мають короткий і міцний хоботок, який використовується для поглинання їжі. Обличчя сіре з голими очима, біле волосся стирчить на потилиці. Груди сірі з трьома темно-сірими поздовжніми смугами на спині. Щиток і хітинові пластини з боків, включаючи черевце, сірі з короткими чорними волосками в середині грудей. Черево червонувато-жовте, вкрите трикутними чорними плямами посередині та чорними бічними плямами на боках. Ноги жовто-коричневі. Крила плямисто-буруваті.

## Середовище та спосіб життя
Ці мухи особливо поширені в лісах і на узліссях і часто сидять на стовбурах дерев або мертвій деревині, розставивши ноги і піднявши передню частину тіла. Здебільшого голова спрямована вниз. З цієї позиції вони кидаються на видобуток, що рухається повз, наприклад на маленьких мух. Харчуються переважно дрібними комахами.

## Розвиток личинок
Самиці відкладають яйця окремо на землю, гній або гнилу деревину. Циліндричні личинки мають неповну головну капсулу і ротові гачки, утворені з нижньої та верхньої щелеп. Тіло забезпечене слабкими повзучими хребтами. Вони живуть на землі та в землі, між мохом, листям і гноєм, а також під корою. Харчуються переважно дрібними комахами та дощовими черв’яками. Лялечки бекасів живуть у ґрунті. Зазвичай вони зимують у вигляді личинок.